# Joan Jordi de Brandenburg
Joan Jordi - Johann Georg - (Berlín, 11 de setembre de 1525 - ibídem 8 de gener de 1598) fou príncep elector de Brandenburg - amb el nom de Joan II - de la Casa de Hohenzollern, fill de Joaquim II (1505-1571) i de la duquessa Magdalena de Saxònia (1507-1534).
Per tal de fer front als grans deutes acumulats durant el regnat del seu pare, va instituir nous impostos que van perjudicar els camperols que depenien d'una noblesa que estava exempta d'impostos. Tot i que era fermament oposat a la Reforma Protestant i a l'ascens del calvinisme, va permetre que s'instal·lessin al seu territori els refugiats que fugien de les guerres de religió als Països Baixos espanyols i al regne de França.
A la mort del duc de Prússia Albert I de Prússia el 1568, el Ducat de Prússia va ser heretat pel fill petit d'aquest últim, Albert Frederic, i Joan Jordi es va convertir en co-regent.

## Matrimoni i fills
El 1545 es va casar amb la princesa Sofia de Liegnitz (1525-1546), filla de Frederic II de Liegnitz (1480-1547) i de Sofia de Brandenburg-Ansbach (1485-1537), amb qui va tenir un fill: Joaquim Frederic (1546-1608), casat primer amb la princesa Caterina de Brandenburg-Küstrin (1549-1602), i després amb la princesa Elionor de Prússia (1583-1607).
Havent enviudat, el 1548 es va casar amb Sabina de Brandenburg-Ansbach (1529-1575), filla de Jordi de Brandenburg-Ansbach (1484-1543) i de Hedwig de Münsterberg (1508-1531). D'aquest segon matrimoni en nasqueren:
- Jordi Albert (1555-1557)
- Joan
- Albert
- Magdalena Sabina
- Erdmuda (1561-1623), casat amb el duc Joan Frederic de Pomerània (1542-1600).
- Maria
- Magdalena
- Margarida
- Anna Maria (1567-1618), casada amb el duc de Pomerània Barnim X (1549-1603).
- Sofia (1568-1622), casada amb l'Elector Cristià I de Saxònia (1568-1622).

Finalment, el 1577 es va casar amb la princesa Elisabet d'Anhalt-Zerbst (1563-1607), filla de Joaquim Ernest d'Anhalt (1536−1585) i d'Agnès de Barby (1540-1569). D'aquest tercer matrimoni va tenir els següents fills:
- Cristià (1581-1655), casat amb Maria Hohenzollern de Prússia (1579-1649).
- Magdalena (1582-1616), casada amb Lluís V de Hessen-Darmstadt (1577-1626).
- Joaquim Ernest (1583-1625), casat amb Sofia de Solms-Laubach (1594-1651).
- Agnès (1584-1629), casada primer amb el duc de Pomerània Felip Juli (1584-1625), i després amb el duc de Saxònia-Lauenburg Francesc Carles (1594-1660).
- Frederic (1588-1611)
- Elisabet Sofia (1589-1629), casada primer amb Janusz Radziwiłł (1579-1620) i després amb el duc Juli Enric de Saxònia-Lauenburg (1586-1665).
- Dorotea Sibil·la (1590-1625), casada amb el duc Joan Cristià de Brieg (1591-1639).
- Jordi Albert (1591-1615)
- Segimon (1592-1640)
- Joan (1597-1627)
- Joan Jordi (1598-1637)